# 라디오3.0
라디오3.0 이병진입니다는 대한민국의 방송국 CBS의 라디오 채널 CBS 표준FM에서 월요일부터 토요일까지 오후 2시 10분부터 오후 3시 55분까지 방송되고 있는 라디오 프로그램이다. 방송시간은 1부는 55분, 2부와 3부는 각각 25분씩 방송된다. 2014년 말부터 2015년 초까지는 토요일 방송에 한정(사내 스튜디오에서 할 때도 있었음.)해서 CBS 야외 스튜디오인 'CBS 통통'에서 방송을 진행한 적이 있었으나 2015년 들어서 사내 스튜디오에서 진행하였다.
2015년에는 '찾아가는 라디오 3.0 이병진입니다'라는 공개방송을 5월부터 8월까지 국내 각 지역의 행사장 및 관광지를 찾아가 총 4회에 걸쳐 진행되었다. 지난 5월에는 전주국제영화제 현장, 6월에는 가평 가족 캠핑장, 7월에는 충남 대천 해수욕장, 8월에는 광주 광산 다문화가족 지원센터에서 공개방송을 진행하였다.
2015년 8월 31일부로 신설 프로그램 방송으로 인해 1년만에 폐지되었으며, 이로 인해 9월과 10월에 진행 예정이었던 공개방송도 취소되었다.

## 역대 진행자
- 2014년 5월 19일 ~ 2014년 8월 30일 : 드러머&방송인 남궁연
- 2014년 9월 1일 ~ 2015년 8월 31일 : 개그맨 이병진

## 코너

### 매일 코너
- 3.0 순간포착
- 고민 it 수다

### 요일별 코너
- 월요일 : 권진영의 "고민? 흡수해버릴 거야"(개그우먼 권진영), 조원희 감독의 '조씨네'(영화감독 조원희)
- 화요일 : 아주 특별한 초대석
- 수요일 : 이준형의 버벌 마인드 트릭(마술사 이준형, CBS 성혜리 리포터)
- 목요일 : 황교익의 '맛수다'(맛칼럼니스트 황교익)
- 금요일 : Friday 수다 삼매경(개그맨 추대엽, 방송인 박슬기)
- 토요일 : 드라이빙 뮤직 Back To The Chart, 69클럽(배우 곽인준, 뮤지션 W 배영준)

## 같이 보기
- CBS 표준FM
- 기독교방송

| CBS 표준FM          |                                        |                          |
| 이전                | 라디오3.0 이병진입니다                 | 다음                     |
| 장주희의 뮤직플러스 | 라디오3.0 이병진입니다                 | 크리스천 칼럼            |
| 낮 12시 ~ 오후 2시  | 낮 12시 ~ 오후 2시                     | 오후 3시 55분 ~ 오후 4시 |
| (1시 CBS 노컷뉴스)  | (2시 CBS 노컷뉴스, 3시 CBS 수도권뉴스) |                          |